# Sokolí potok
Sokolí potok este o arie protejată (arie specială de conservare — SAC, sit de importanță comunitară — SCI) din Republica Cehă întinsă pe o suprafață de 49,96 ha, integral pe uscat.

## Localizare
Centrul sitului Sokolí potok este situat la coordonatele 50°10′11″N 17°19′44″E / 50.169722°N 17.328889°E.

## Înființare
Situl Sokolí potok a fost declarat sit de importanță comunitară în aprilie 2005 pentru a proteja 1 specie de animale. Situl a fost protejat și ca arie specială de conservare în iulie 2012.

## Biodiversitate
Situată în ecoregiunea continentală, aria protejată nu include niciun habitat protejat.
La baza desemnării sitului se află o specie protejată de  nevertebrate: Carabus variolosus.